# گوکا، ایباراکی
گوکا، ایباراکی (به لاتین: Goka, Ibaraki) یک منطقهٔ مسکونی در ژاپن است که در استان ایباراکی واقع شده‌است. گوکا ۲۳٫۱۱ کیلومترمربع مساحت و ۸٬۸۱۲ نفر جمعیت دارد.